# Oreneta eriçada septentrional
L'oreneta eriçada septentrional (Stelgidopteryx serripennis) és una espècie d'ocell de la família dels hirundínids (Hirundinidae). Es troba a bona part d'Amèrica central i per la zona temperada d'Amèrica del Nord. El seu hàbitat natural principal són els manglars, els cursos d'aigua, les zones humides i els roquissars. També frequenta les terres llaurades i les zones acuàtiques artificals. El seu estat de conservació es considera de risc mínim.

## Taxonomia
Segons la llista mundial d'ocells del Congrés Ornitològic Internacional (versió 12.3, juliol 2023) l'oreneta de Tahití té sis subespècies. Tanmateix, altres obres taxonòmiques, com el Handook of the Birds of the World i la quarta versió de la BirdLife International Checklist of the birds of the world (desembre 2019), consideren que la subespècie de la península del Yucatán (S. serripennis ridgwayi) constitueix una espècie apart. Seguint aquest darrer criteri, la taxomia seria la següent:
- (Stelgidopteryx serripennis) stricto sensu - oreneta eriçada septentrional.[1]
- (Stelgidopteryx ridgwayi) - oreneta eriçada de Yucatán.[6]